# تنميش صناعي

تنميش كيماوي

التنميش الصناعي عملية استخدام حمض أو مرسخ لوني أو ضوء للوصول إلى الطبقة غير المحمية من اجل خلق تصميم على المعدن وتستخدم في صنع الدارات المطبوعة و الدارات المتكاملة.

## اقرأ أيضاً
- تنميش
- تحكم رقمي مباشر